# Kafue Gorge Dam
Kafue Gorge Dam – zapora na rzece Kafue w Zambii (dystrykt Kafue). Zbudowana przy niej hydroelektrownia o mocy 900 MW zasilana jest wodą ze zbiornika retencyjnego, utworzonego przez zaporę Itezhitezhi Dam, odległą o ok. 250 km.

## Warunki geologiczno-klimatyczne i demograficzne

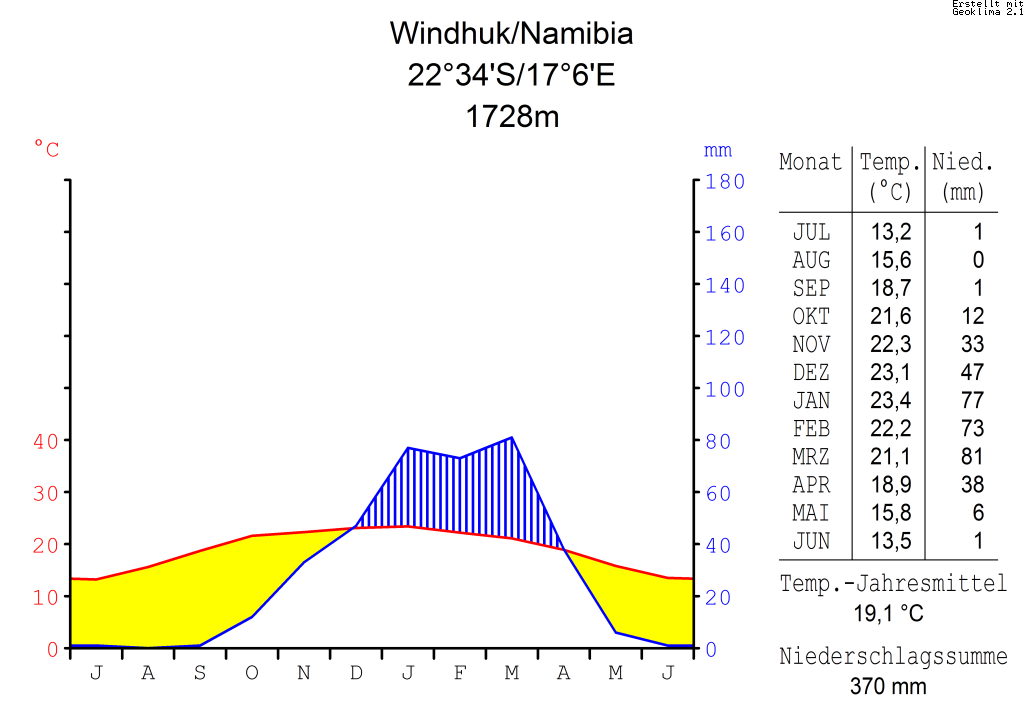
Charakterystyka klimatu podrównikowego na przykładzie Namibii (suma opadów ok. 3-krotnie mniejsza niż w Zambii)

Zambia leży na płaskowyżu (1000–1400 m n.p.m.), pofałdowanym i przeciętym dolinami rzek. Najniżej położona jest dolina Zambezi (ok. 400 m), leżąca na południu. Największymi dopływami Zambezi są rzeki Luangwa, Kafue i Kabampo. Na wschodzie kraju znajduje się rów tektoniczny (część Wielkich Rowów Afrykańskich), w którym płynie rzeka Luangwa. Przepływ wód w rzekach jest zmienny w szerokich granicach, zależny od pory roku, co jest charakterystyczne dla suchego podrównikowego klimatu Zambii (zob. klimat Afryki). Na północnym zachodzie roczna suma opadów wnosi 1000–1200 mm, a w dolinie Zambezi – 600–800 mm; wartości  mniejsze niż 700 mm zanotowano m.in. latach 1981 i 1990. Trudności z zaopatrzeniem w wodę pogłębia nieregularność opadów; pora deszczowa jest krótka (na południu trwa od grudnia do marca), a opady występują nieregularnie, jako deszcze ulewne (burzowe). Część płaskowyżu, przez którą płynie Kafue, jest równiną o długości ok. 255 km i szerokości ok. 60 km, na której występują rozległe powodzie. Znajdują się tu Bagna Busanga, należące do Parku Narodowego Kafue, jednego z największych parków narodowych świata.    
Dorzecze Kafue stanowi ok. 20 % obszaru Zambii, a jest zamieszkałe przez prawie połowę populacji kraju. Najgęściej zaludniona jest północna część tego obszaru – Copperbelt Province. Prowincja Lusaka ma ok. 1,5 mln mieszkańców, a przyrost naturalny w tej prowincji jest bardzo wysoki (w roku 1992 ponad 5 %, współczynnik dzietności ok. 7). Powoduje to wzrost zapotrzebowania na wodę i energię; ograniczona dostępność zasobów wody jest przyczyną epidemii oraz konfliktów między przedstawicielami rolnictwa (głównie plantatorów trzciny cukrowej) i przemysłu (m.in. wydobycie rud miedzi w Copperbelt Province). W celu racjonalnego wykorzystania tych zasobów już w drugiej połowie lat 60. XX w. – wkrótce po proklamowaniu niepodległości kraju (24 października 1964) – rozpoczęto inwestycje hydroenergetyczne, m.in. budowę zapór wodnych na rzece Kafue – tworzenie sztucznych zbiorników retencyjnych i uruchamianie hydroelektrowni. Realizacja programu została zakończona w roku 1978. Tamy nie są obojętne dla naturalnego środowiska płaskowyżu Kafue, a konflikt między przedstawicielami branży rolniczej i przemysłowej nie został ostatecznie rozstrzygnięty.

## Historia inwestycji

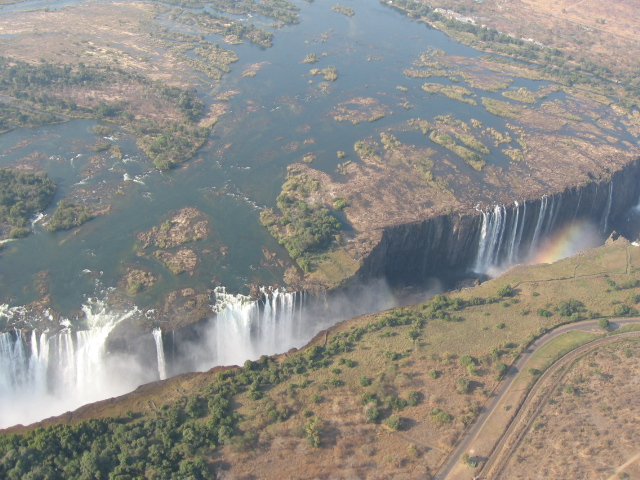
Wodospady Wiktorii – miejsce budowy pierwszej elektrowni wodnej w Afryce Środkowej (1938)

Za początek energetyki w Afryce Środkowej uważa się budowę pierwszej małej elektrowni cieplnej w Livingstone. Pierwsza elektrownia wodna, wykorzystująca energię wodospadów Wiktorii, powstała w roku 1938. W kolejnych latach pierwszej połowy XX w. powstawały kolejne przedsiębiorstwa energetyczne, wytwarzające energię w celu zaspokojenia lokalnych potrzeb (np. elektrownie w Pasie Miedzionośnym). Porozumienia ponadregionalne zawarto w roku 1950, a 1956 r. wybudowano linię przesyłową (początkowo 220 kV), łączącą Pas Miedzionośny z nową elektrownią wodną Kariba South na Zambezi. Elektrownia ta była zarządzana przez korporację CAPCO, będącą współwłasnością rządów Rodezji Południowej i Północnej (obecnie Zimbabwe i Zambia). W kolejnych latach wybudowano pośrednie stacje (m.in. Lusaka-Leopards Hill, Kabwe) i stworzono linię przesyłową 330 kV, o łącznej długości 2700 km. Rozpoczęto analizy możliwości rozbudowy systemu – budowy Kafue Gorge Power Station.
Po proklamowaniu niepodległości Zambii (1964) jej nowe władze potraktowały hydroelektrownię na Kafue jako alternatywę dla dostaw energii z Kariba Power Station. Realizację zadania przejęła korporacja ZESCO (Zambia Electricity Supply Corporation Limited). Wstępne prace rozpoczęto w lipcu 1967 r., w pobliżu Lusaki.
Budowa Kafue Gorge Power Station objęła dwa etapy:
- Etap I, zakończony w roku 1972 – budowa 45-metrowej zapory na rzece Kafua, we wschodniej (dolnej) części jej biegu przez płaskowyż, z utworzeniem stosunkowo niewielkiego sztucznego zbiornika wodnego (800 mln m³[potrzebny przypis])[c], i zainstalowanie 4 generatorów po 150 MW,
- Etap II, zakończony w roku 1978 – budowa 65-metrowej zapory w zachodniej, górnej części płaskowyżu (Itezhitezhi Dam), z utworzeniem zbiornika o większej pojemności (5700 mln m³), pełniącego dla Kafue Gorge Upper Station funkcję głównego rezerwuaru wody, i zainstalowanie 2 dodatkowych generatorów po 150 MW (łącznie 900 MW).

Kolejnych etapów rozbudowy elektrowni – do 1 860 MW – nie zrealizowano.
Ilość wody zasilającej elektrownię wynosi w przybliżeniu 10  tys. m³ rocznie. Stanowi to zaledwie ok. 6 % całej ilości wody opadowej, spadającej na obszar dorzecza Kafue (tylko 66 mm z łącznej wartości średniej ok. 1 057 mm). Oszacowano, że subzlewnia Kafue (powierzchnia 45 526 km²) dostarcza ok. 314 m³/s. Na podstawie badań, wykonanych w latach 1992 i 1996 stwierdzono (Japan International Cooperation Agency, 1992; Mutale i Mondoka, 1996), że do wytwarzania energii elektrycznej był kierowany strumień ok. 284 m³/s, a do wykorzystania w gospodarstwach domowych, rolnictwie i przemyśle – co najmniej 17,35 m³/s.

## Pozytywne i negatywne oddziaływania na otoczenie
Uruchomienie systemu Kafue Gorge Dam – Itezhitezhi Dam pozwoliło rozwiązać problem niedoborów energii elektrycznej, jednak zaobserwowano zakłócenia naturalnego rytmu sezonowych powodzi. 

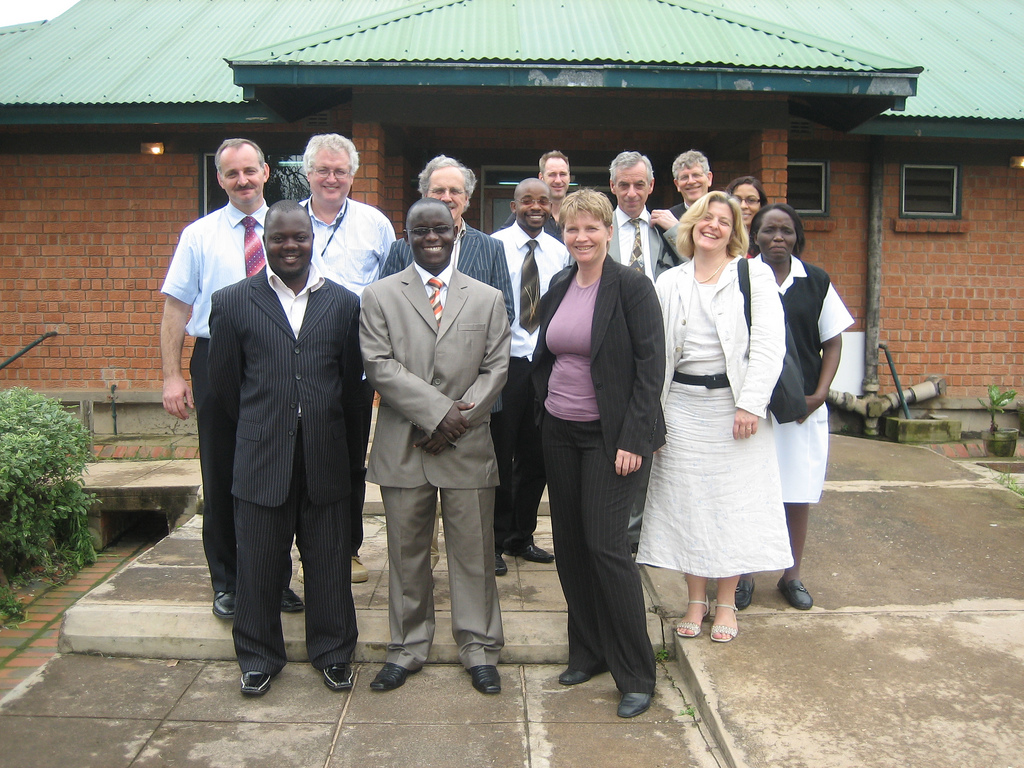
Zespół IICD w Zambii (2008)

W sytuacjach, w których upusty ze zbiornika górnego (przy zaporze w Itezhitezhi) zapewniają średni odpływ mniejszy od 250 m³/s (wystarczający dla Kafue Gorge Power Station), cały strumień jest zawarty w głównym kanale i korzystne dla środowiska powodzie nie występują. Brak powodzi powoduje zmiany w ekosystemie płaskowyżu, m.in. zagrożenie stabilności ekologicznej parków narodowych. Równocześnie pojawiają się utrudnienia w prowadzeniu hodowli bydła i w rybołówstwie, które są jednym ze źródeł utrzymania ludności. 
Opracowanie optymalnego programu regulacji przepływów, uwzględniającego kontrolowane powodzie i różne scenariusze przewidywanych zmian klimatu, jest od wielu lat przedmiotem badań międzynarodowych zespołów ekspertów i dyskusji na międzynarodowych konferencjach.